# قائمة أجزاء تشريحية بشرية سميت نسبة لأشخاص
هذه قائمة أجزاء تشريحية بشرية سميّت نسبة لأشخاص.

## قائمة أبجدية

### أ
- وتر أخيل (وتر عقبي) - أخيل، شخصية ميثولوجية إغريقية
- تفاحة آدم (شامخة حنجرية) - آدم، أول خلق الله
- نفق ألكوك (النفق الفرجي) - بنجامين ألكوك (1859-1801)، مشرِّح إيرلندي

### ب
- غدة بارتولين - كاسبار بارتولين ذا يانجر (1738-1655)، مشرِّح دنماركي
- محفظة باومان وغشاء باومان - سر ويليام بومان (1892-1816)، جرّاح ومشرِّح إنجليزي
- باحات برودمان - كوربينيان برودمان (1868–1918)، طبيب جهاز عصبي ألماني

### د
- ردبة دوغلاس - جيمس دوغلس (1675-1742م) مشرح وطبيب بريطاني (اسكتلندي)

### ر
- حقيبة راثكي - مارتين هاينريخ راثكي (1860-1793)، عالم أجنّة ومشرّح ألماني
- شقّ رولاندو أو الشق الرولاندي (تلم مركزي) - لويجي رولاندو (1831-1773)، مشرّح إيطالي

### س
- خلية سيرتولي - إنريكو سيرتولي (1910-1842)، فيزيولوجي إيطالي
- غدّة سكين - ألكسندر سكين (1900-1837)، طبيب نساء بريطاني
- مسال سيلفيوس (مسال دماغي) - فرانسيسكوس سيلفيوس (1672-1614)، طبيب ألماني

### هـ
- قنوات هافرس - كلوبتون هافرس (1702-1657)، الطبيب الإنجليزي
- التواء هنلي - ف.ج.ج. هنلي (1885-1809)، عالم التشريح الألماني
- أجسام هيرنغ - بيرسي ثيودور هيرنغ (1967-1872)، عالم وظائف الأعضاء الإنجليزي
- حزمة هيس - ويلهلم هيس، جونيور (1934-1863)، طبيب قلب سويسري

### و
- دائرة ويليس (دائرة شريانية دماغية) - ثوماس ويليس (1675-1621)، طبيب إنجليزي